# Маяк (Якшур-Бодьїнський район)
Маяк (рос. Маяк) — село в Якшур-Бодьїнському районі Удмуртії, Росія.
Населення — 542 особи (2010; 594 в 2002).
Національний склад (2002):
- удмурти — 54 %
- росіяни — 41 %

## Історія
1850 року на території сучасного села, яке відносилось до Сосновської волості Сарапульського повіту, перший купець Якшур-Бодьїнської волості Захар Микитович Попов відкрив перший в Удмуртії винокурний завод, який однак був закритий 1878 року. 1881 року цей маєток викупив Михайло Жиряков, відставний капітан. У 1886-1889 роках маєток був придбаний купцем Миколою Бахтіяровим. Сюди, через 10 років з Оханська, переїхала і родина купця, для яких тут був збудований дерев'яний маєток. Біля виноробного заводу був зведений пивоварний, на якому трудились 75 осіб, та млин, яким завідував селянин Шавкунов Леонтій Лаврентійович. Таким чином біля присілку Великі Ошворці утворилось окреме поселення, у якому проживало 111 осіб. Називалось воно Бахтіяровський завод. Після революції 1917 року маєток був знищений. 1923 року тут був створений будинок-інтернат для безпритульних дітей, з 1929 року — будинок для інвалідів та поранених в роки Першої світової та Громадянської війн. 1939 року Бахтіярово перейменовано в Дом-інтернат «Маяк», 1941 року — в Інвалідний дом «Маяк». В роки Другої світової війни був відкритий будинок для інвалідів та поранених. 1955 року селище отримало сучасну назву. 1974 року в селі відкрито психоневрологічний інтернат та лісгосп.

## Урбаноніми[4]
- вулиці — Лісова, Лучна, Польова, Центральна